# نوول اوبزرواتور
لو نوول اوبزرواتور (به فرانسوی: Le Nouvel Observateur) نام هفته‌نامه‌ای فرانسوی است که از سال ۱۹۶۴ میلادی، در پاریس منتشر می‌شود. کلود پِردریل (Claude Perdriel) و ژان دانیل از مؤسسان آن بوده‌اند. هفته‌نامه نوول اوبزرواتور یکی از پرخواننده‌ترین مجلات فرانسوی‌زبان متمایل به جناح چپ است. این مجله به موضوعاتی چون سیاست، فرهنگ، ادبیات و هم‌چنین مسایل مرتبط با کشورهای خاورمیانه و شمال آفریقا توجه ویژه‌ای دارد.